# Luca Pellegrini (calciatore 1999)
Luca Pellegrini (Roma, 7 marzo 1999) è un calciatore italiano, difensore della Lazio.

## Caratteristiche tecniche
È un terzino sinistro, ruolo nel quale è stato lanciato dall'allenatore Roberto Muzzi ai tempi del vivaio romanista; nelle nazionali giovanili è stato anche impiegato come mezzala. È stato inserito dalla UEFA nella lista dei 50 osservati speciali per la stagione 2019-2020.

## Carriera

### Club

#### Gli inizi a Roma
Cresciuto nel Cinecittà Bettini e nella Nuova Tor Tre Teste, nel 2011 Pellegrini approda alla Roma dove compie tutta la trafila delle giovanili arrivando fino alla squadra Primavera, con la quale conquista lo Scudetto di categoria, dopo averlo vinto in precedenza sia con i Giovanissimi sia con gli Allievi, oltreché la Coppa Italia Primavera e la Supercoppa Primavera.
La stagione 2017-18, trascorsa ancora nei ranghi della Primavera, si rivela molto sfortunata: già in luglio, durante un'amichevole con la prima squadra, subisce la rottura del legamento crociato; rientrato in campo a dicembre, subisce un nuovo infortunio, stavolta alla rotula, durante una partita contro i pari età del Milan. Tali sventure fisiche lo costringono a saltare buona parte dell'annata, riuscendo a maturare appena due presenze con la squadra giovanile. Nonostante ciò la società romana, considerandolo un valido prospetto, sul finire dell'annata gli rinnova il contratto e lo aggrega alla prima squadra per le ultime gare di campionato.
Nella stagione 2018-19 viene inserito in pianta stabile nella rosa della prima squadra di Eusebio Di Francesco. Esordisce in Serie A il 26 settembre, a 19 anni, sostituendo De Rossi nel secondo tempo della partita interna contro il Frosinone, nella quale fornisce l'assist a Kolarov per il gol del 4-0 finale. Il successivo 2 ottobre esordisce nelle coppe europee ottenendo la sua prima presenza in UEFA Champions League, sostituendo Kolarov nell'ultimo quarto d'ora della partita della fase a gironi vinta 5-0 contro il Viktoria Plzeň.

#### Cagliari e Genoa
Ritrovatosi chiuso nel ruolo a Roma dai compagni di reparto Kolarov e Santon, il 31 gennaio 2019 viene ceduto in prestito al Cagliari sino alla fine del campionato. Il successivo 4 febbraio esordisce con la maglia rossoblù nella sfida interna contro l'Atalanta, subentrando a Padoin. Impiegato con discreta continuità dal tecnico Rolando Maran, in Sardegna il terzino si fa valere entrando presto in concorrenza con il più esperto Lykogiannīs.
Tornato a Roma al termine del semestre isolano, il 30 giugno 2019 viene acquistato dalla Juventus per 22 milioni di euro, in uno scambio di mercato che vede coinvolto anche il bianconero Spinazzola. Tuttavia il successivo 19 agosto torna nuovamente a Cagliari, dove rimane in prestito per l'intera stagione giocando buona parte del campionato.
Riaggregatosi inizialmente alla Juventus nell'estate 2020, il successivo 26 settembre viene ceduto ancora in prestito, stavolta al Genoa. Esordisce in maglia rossoblù il giorno dopo, nella trasferta di campionato persa 6-0 contro il Napoli; il successivo 26 novembre esordisce in Coppa Italia, giocando da titolare il derby vinto 3-1 contro la Sampdoria e valevole per il quarto turno. In questa stagione accusa numerosi problemi fisici e può così maturare solo sporadiche presenze in campionato.

#### Juventus ed Eintracht Francoforte
Terminato il prestito in Liguria fa ritorno alla Juventus, dove stavolta rimane in pianta stabile e con cui esordisce l'11 settembre 2021 in occasione della sconfitta per 2-1 sul campo del Napoli. Dopo un avvio in sordina, che lo vede inizialmente escluso dalla lista Champions per la prima fase, si ritaglia uno spazio sempre maggiore nelle dinamiche della squadra, sfruttando gli alti e bassi del compagno di reparto Alex Sandro; nella seconda parte di stagione fa anche il suo debutto in UEFA Champions League con la maglia bianconera, subentrando nel pareggio esterno 1-1 con il Villarreal negli ottavi di finale.
Il 12 agosto 2022, Pellegrini viene ceduto in prestito all'Eintracht Francoforte. Fa il suo esordio in Bundesliga il 21 dello stesso mese, scendendo in campo da titolare nella gara casalinga pareggiata 1-1 contro il Colonia. Chiude la sua esperienza tedesca dopo 14 presenze nella prima parte di stagione, di cui 4 in Champions League.

#### Lazio
Il 31 gennaio 2023 la Juventus lo gira, di nuovo in prestito, alla Lazio, che dispone anche di un'opzione per il riscatto del giocatore. Esordisce con i biancocelesti il successivo 16 marzo, venendo schierato titolare in occasione della sconfitta per 2-1 sul campo dell'AZ Alkmaar negli ottavi di finale di UEFA Europa Conference League, che sancisce l'eliminazione della squadra capitolina dalla competizione. Il 3 aprile, nella gara vinta per 2-0 contro il Monza, esordisce in maglia laziale anche in Serie A, subentrando al 83' a Manuel Lazzari.
Dopo essere ritornato in un primo momento alla società bianconera, il 17 agosto 2023 Pellegrini torna di nuovo alla Lazio, questa volta con la formula del prestito biennale con obbligo di riscatto, fissato a 4 milioni di euro. Il 7 gennaio 2024 segna il suo primo gol in Serie A e in carriera, aprendo le marcature nella vittoria sul campo dell'Udinese (2-1).
Nel 2024-2025 è inizialmente la riserva di Nuno Tavares, per poi venire messo fuori lista a febbraio.

### Nazionale

#### Nazionali giovanili
Ha militato in tutte nazionali giovanili italiane, a partire dall'Under-16.
Viene convocato per la prima volta in nazionale Under-21 dal commissario tecnico Luigi Di Biagio. Esordisce con gli Azzurrini l'11 ottobre 2018, subentrando nel secondo tempo della partita amichevole contro il Belgio (0-1) disputata a Udine.
Nel 2019 partecipa al Mondiale Under-20 in Polonia, competizione chiusa al quarto posto. Prima di partecipare al Mondiale era stato preso in considerazione anche per l'Europeo Under-21 dello stesso anno.

#### Nazionale maggiore
Il 30 agosto 2019 riceve la sua prima convocazione in nazionale maggiore, da parte del commissario tecnico Roberto Mancini, in occasione delle partite di qualificazione a Euro 2020 contro Armenia e Finlandia. Esordisce in nazionale l'11 novembre 2020, a 21 anni, entrando al posto di Emerson Palmieri nel secondo tempo dell'amichevole vinta 4-0 contro l'Estonia a Firenze.
Il 24 gennaio 2022 viene convocato nuovamente da Mancini per uno stage in vista degli spareggi per l'accesso al campionato del mondo 2022.

## Statistiche

### Presenze e reti nei club
Statistiche aggiornate al 25 maggio 2025.
| Stagione        | Squadra               | Campionato      | Campionato | Campionato | Coppe nazionali | Coppe nazionali | Coppe nazionali | Coppe continentali | Coppe continentali | Coppe continentali | Altre coppe | Altre coppe | Altre coppe | Totale | Totale |
| Stagione        | Squadra               | Comp            | Pres       | Reti       | Comp            | Pres            | Reti            | Comp               | Pres               | Reti               | Comp        | Pres        | Reti        | Pres   | Reti   |
| --------------- | --------------------- | --------------- | ---------- | ---------- | --------------- | --------------- | --------------- | ------------------ | ------------------ | ------------------ | ----------- | ----------- | ----------- | ------ | ------ |
| 2018-gen. 2019  | Roma                  | A               | 4          | 0          | CI              | 0               | 0               | UCL                | 2                  | 0                  | -           | -           | -           | 6      | 0      |
| gen.-giu. 2019  | Cagliari              | A               | 12         | 0          | CI              | 0               | 0               | -                  | -                  | -                  | -           | -           | -           | 12     | 0      |
| 2019-2020       | Cagliari              | A               | 24         | 0          | CI              | 0               | 0               | -                  | -                  | -                  | -           | -           | -           | 24     | 0      |
| Totale Cagliari | Totale Cagliari       | Totale Cagliari | 36         | 0          |                 | 0               | 0               |                    | -                  | -                  |             | -           | -           | 36     | 0      |
| 2020-2021       | Genoa                 | A               | 11         | 0          | CI              | 1               | 0               | -                  | -                  | -                  | -           | -           | -           | 12     | 0      |
| 2021-2022       | Juventus              | A               | 18         | 0          | CI              | 2               | 0               | UCL                | 1                  | 0                  | SI          | 0           | 0           | 21     | 0      |
| 2022-gen. 2023  | Eintracht Francoforte | BL              | 9          | 0          | CG              | 1               | 0               | UCL                | 4                  | 0                  | SU          | -           | -           | 14     | 0      |
| gen.-giu. 2023  | Lazio                 | A               | 7          | 0          | CI              | 0               | 0               | UECL               | 1                  | 0                  | -           | -           | -           | 8      | 0      |
| 2023-2024       | Lazio                 | A               | 19         | 1          | CI              | 2               | 0               | UCL                | 4                  | 0                  | SI          | 1           | 0           | 26     | 1      |
| 2024-2025       | Lazio                 | A               | 22         | 0          | CI              | 1               | 0               | UEL                | 7                  | 0                  | -           | -           | -           | 30     | 0      |
| Totale Lazio    | Totale Lazio          | Totale Lazio    | 48         | 1          |                 | 3               | 0               |                    | 12                 | 0                  |             | 1           | 0           | 64     | 1      |
| Totale carriera | Totale carriera       | Totale carriera | 126        | 1          |                 | 7               | 0               |                    | 19                 | 0                  |             | 1           | 0           | 153    | 1      |

### Cronologia presenze e reti in nazionale
| Cronologia completa delle presenze e delle reti in nazionale ― Italia | Cronologia completa delle presenze e delle reti in nazionale ― Italia | Cronologia completa delle presenze e delle reti in nazionale ― Italia | Cronologia completa delle presenze e delle reti in nazionale ― Italia | Cronologia completa delle presenze e delle reti in nazionale ― Italia | Cronologia completa delle presenze e delle reti in nazionale ― Italia | Cronologia completa delle presenze e delle reti in nazionale ― Italia | Cronologia completa delle presenze e delle reti in nazionale ― Italia |
| Data                                                                  | Città                                                                 | In casa                                                               | Risultato                                                             | Ospiti                                                                | Competizione                                                          | Reti                                                                  | Note                                                                  |
| --------------------------------------------------------------------- | --------------------------------------------------------------------- | --------------------------------------------------------------------- | --------------------------------------------------------------------- | --------------------------------------------------------------------- | --------------------------------------------------------------------- | --------------------------------------------------------------------- | --------------------------------------------------------------------- |
| 11-11-2020                                                            | Firenze                                                               | Italia                                                                | 4 – 0                                                                 | Estonia                                                               | Amichevole                                                            | -                                                                     | 71’                                                                   |
| Totale                                                                |                                                                       | Presenze                                                              | 1                                                                     |                                                                       | Reti                                                                  | 0                                                                     |                                                                       |

| Cronologia completa delle presenze e delle reti in nazionale ― Italia under 21 | Cronologia completa delle presenze e delle reti in nazionale ― Italia under 21 | Cronologia completa delle presenze e delle reti in nazionale ― Italia under 21 | Cronologia completa delle presenze e delle reti in nazionale ― Italia under 21 | Cronologia completa delle presenze e delle reti in nazionale ― Italia under 21 | Cronologia completa delle presenze e delle reti in nazionale ― Italia under 21 | Cronologia completa delle presenze e delle reti in nazionale ― Italia under 21 | Cronologia completa delle presenze e delle reti in nazionale ― Italia under 21 |
| Data                                                                           | Città                                                                          | In casa                                                                        | Risultato                                                                      | Ospiti                                                                         | Competizione                                                                   | Reti                                                                           | Note                                                                           |
| ------------------------------------------------------------------------------ | ------------------------------------------------------------------------------ | ------------------------------------------------------------------------------ | ------------------------------------------------------------------------------ | ------------------------------------------------------------------------------ | ------------------------------------------------------------------------------ | ------------------------------------------------------------------------------ | ------------------------------------------------------------------------------ |
| 11-10-2018                                                                     | Udine                                                                          | Italia under 21                                                                | 0 – 1                                                                          | Belgio under 21                                                                | Amichevole                                                                     | -                                                                              | 60’                                                                            |
| 15-10-2018                                                                     | Vicenza                                                                        | Italia under 21                                                                | 2 – 0                                                                          | Tunisia under 21                                                               | Amichevole                                                                     | -                                                                              | 60’                                                                            |
| 10-10-2019                                                                     | Dublino                                                                        | Irlanda under 21                                                               | 0 – 0                                                                          | Italia under 21                                                                | Qual. Europeo Under-21 2021                                                    | -                                                                              |                                                                                |
| 14-10-2019                                                                     | Erevan                                                                         | Armenia under 21                                                               | 0 – 1                                                                          | Italia under 21                                                                | Qual. Europeo Under-21 2021                                                    | -                                                                              | 75’                                                                            |
| 8-9-2020                                                                       | Kalmar                                                                         | Svezia under 21                                                                | 3 – 0                                                                          | Italia under 21                                                                | Qual. Europeo Under-21 2021                                                    | -                                                                              | 68’                                                                            |
| Totale                                                                         |                                                                                | Presenze                                                                       | 5                                                                              |                                                                                | Reti                                                                           | 0                                                                              |                                                                                |

| Cronologia completa delle presenze e delle reti in nazionale ― Italia under 20 | Cronologia completa delle presenze e delle reti in nazionale ― Italia under 20 | Cronologia completa delle presenze e delle reti in nazionale ― Italia under 20 | Cronologia completa delle presenze e delle reti in nazionale ― Italia under 20 | Cronologia completa delle presenze e delle reti in nazionale ― Italia under 20 | Cronologia completa delle presenze e delle reti in nazionale ― Italia under 20 | Cronologia completa delle presenze e delle reti in nazionale ― Italia under 20 | Cronologia completa delle presenze e delle reti in nazionale ― Italia under 20 |
| Data                                                                           | Città                                                                          | In casa                                                                        | Risultato                                                                      | Ospiti                                                                         | Competizione                                                                   | Reti                                                                           | Note                                                                           |
| ------------------------------------------------------------------------------ | ------------------------------------------------------------------------------ | ------------------------------------------------------------------------------ | ------------------------------------------------------------------------------ | ------------------------------------------------------------------------------ | ------------------------------------------------------------------------------ | ------------------------------------------------------------------------------ | ------------------------------------------------------------------------------ |
| 6-9-2018                                                                       | Łódź                                                                           | Polonia under 20                                                               | 0 – 3                                                                          | Italia under 20                                                                | Elite League Under-20                                                          | -                                                                              | 82’                                                                            |
| 23-5-2019                                                                      | Danzica                                                                        | Messico under 20                                                               | 1 – 2                                                                          | Italia under 20                                                                | Mondiali Under-20 2019 - 1º turno                                              | -                                                                              |                                                                                |
| 26-5-2019                                                                      | Bydgoszcz                                                                      | Ecuador under 20                                                               | 0 – 1                                                                          | Italia under 20                                                                | Mondiali Under-20 2019 - 1º turno                                              | -                                                                              | 72’                                                                            |
| 2-6-2019                                                                       | Gdynia                                                                         | Italia under 20                                                                | 1 – 0                                                                          | Polonia under 20                                                               | Mondiali Under-20 2019 - Ottavi di finale                                      | -                                                                              |                                                                                |
| 7-6-2019                                                                       | Tychy                                                                          | Italia under 20                                                                | 4 – 2                                                                          | Mali under 20                                                                  | Mondiali Under-20 2019 - Quarti di finale                                      | -                                                                              |                                                                                |
| 11-6-2019                                                                      | Gdynia                                                                         | Ucraina under 20                                                               | 1 – 0                                                                          | Italia under 20                                                                | Mondiali Under-20 2019 - Semifinale                                            | -                                                                              |                                                                                |
| 14-6-2019                                                                      | Gdynia                                                                         | Italia under 20                                                                | 0 – 1 dts                                                                      | Ecuador under 20                                                               | Mondiali Under-20 2019 - Finale 3º posto                                       | -                                                                              | 82’                                                                            |
| Totale                                                                         |                                                                                | Presenze                                                                       | 7                                                                              |                                                                                | Reti                                                                           | 0                                                                              |                                                                                |

## Palmarès

### Club
- Campionato Giovanissimi Nazionali: 1

Roma: 2013-2014
- Campionato Allievi Nazionali: 1

Roma: 2014-2015
- Campionato Primavera: 1

Roma: 2015-2016
- Supercoppa Primavera: 1

Roma: 2016
- Coppa Italia Primavera: 1

Roma: 2016-2017